# Robsonius
Robsonius (лат.) — род воробьиных птиц из семейства сверчковых. Был предложен английским орнитологом Найджелом Дж. Колларом (англ. Nigel J. Collar) в 2006 году. Название Robsonius дано в честь британского орнитолога Крейга Р. Робсона (англ. Craig R. Robson, род. 16 апреля 1959) в знак признания его заслуг в деле изучения птиц Азии.

## Классификация
Международный союз орнитологов относит к роду 3 вида:
- Robsonius rabori (Rand, 1960) — Крапивниковая тимелия Рабора
- Robsonius thompsoni Hosner et al., 2013
- Robsonius sorsogonensis (Rand & Rabor, 1967)

Все эти виды являются эндемиками Филиппин и обитают в горных тропических лесах. До проведения анализов ДНК их относили к семейству тимелиевых.